# گربه دندان‌خنجری

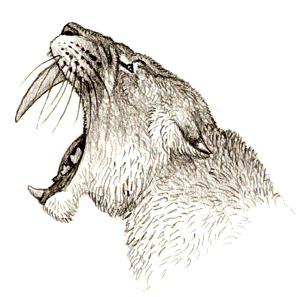
بازسازی چهره یک چاقودندان

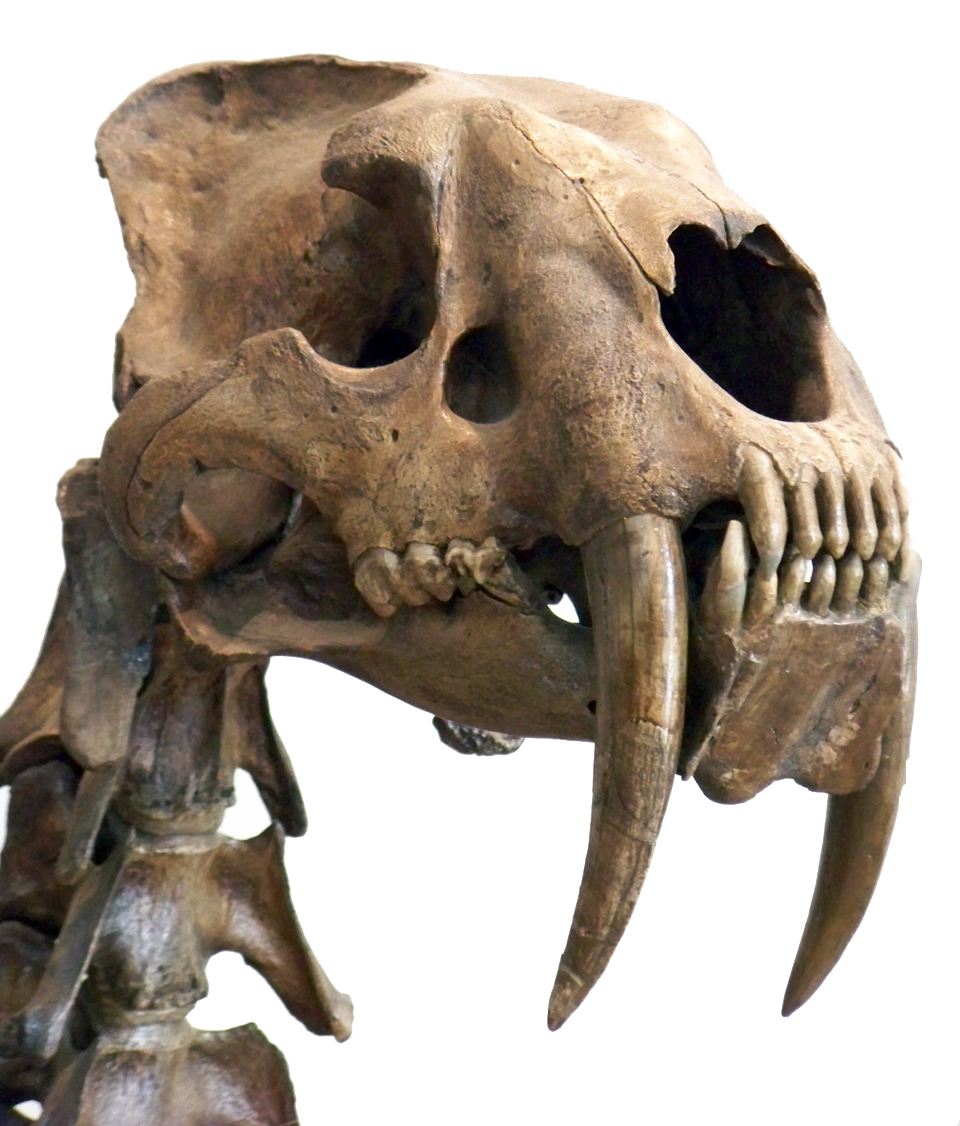
جمجمه یک چاقودندان در موزه تاریخ طبیعی آمریکا

گربه دندان‌خنجری که به آن ببر دندان‌خنجری هم گفته شده نامی است برای اشاره به انواعی از پستانداران درنده منقرض‌شده گربه‌سان که دارای دندان‌های نیش بلند و خمیده بودند.
این جانوران متعلق به خانواده‌های شمشیردندان‌نمایان، شمشیردندان‌نما و همچنین زیرخانوداه دندان‌خنجری‌ها از خانواده گربه‌ایان بودند؛ بنابراین برخلاف نامشان، همه گربه‌های دندان‌خنجری از خانواده گربه‌ها (گربه‌ایان) نبودند. گربه‌سانان دندان‌خنجری از میانه ائوسن تا پایان پلیستوسن زندگی می‌کردند و سنگواره‌های آن‌ها در تمام قاره‌ها به جز اقیانوسیه و جنوبگان کشف شده است.

## انیمیشن
در انیمیشن عصر یخبندان (انیمیشن) یکی از سه شخصیت اصلی فیلم دیگو، یک ببر دندان خنجری است

## نگارخانه

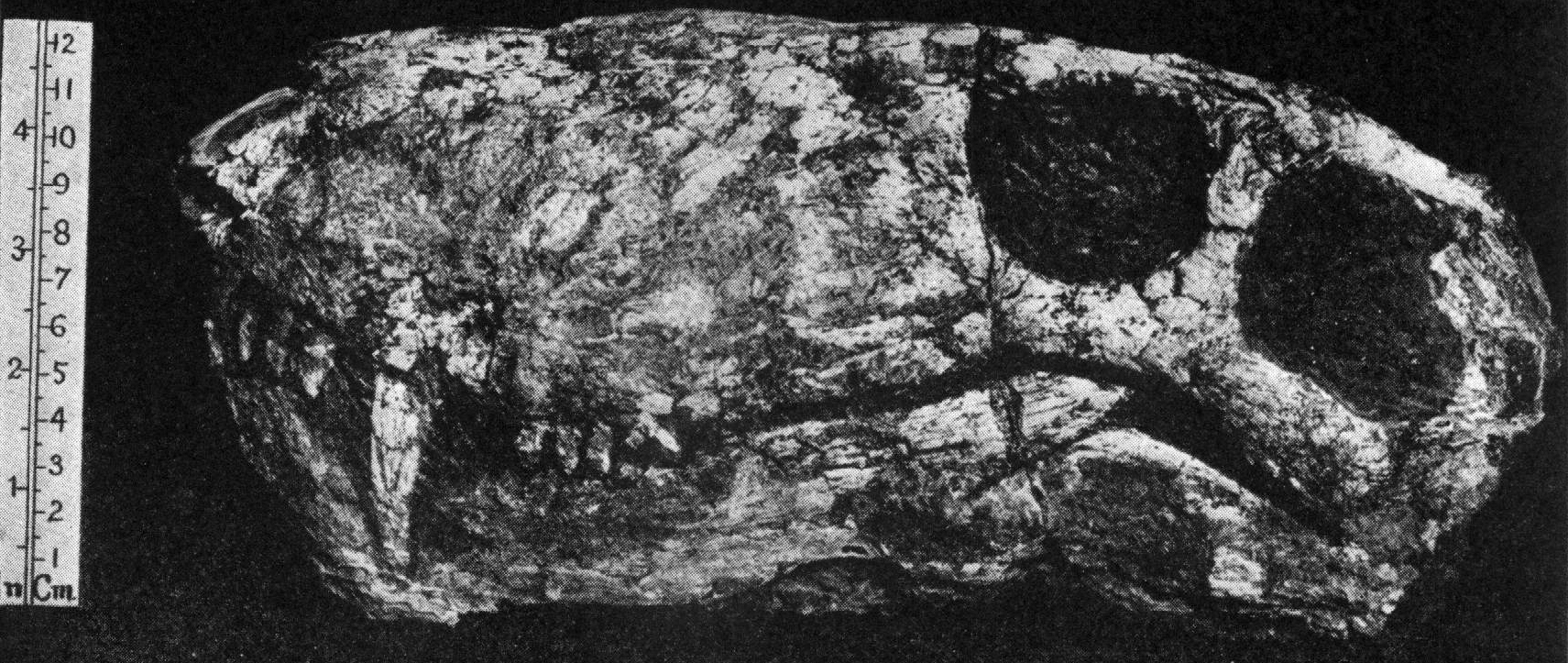
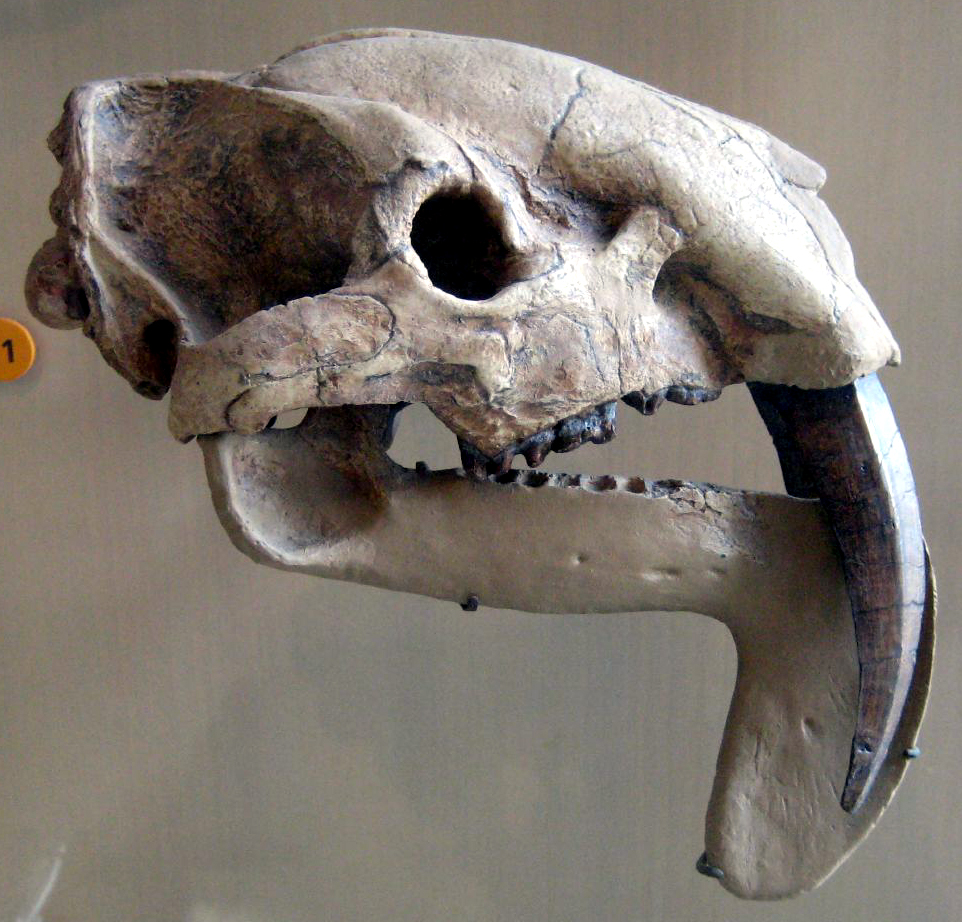
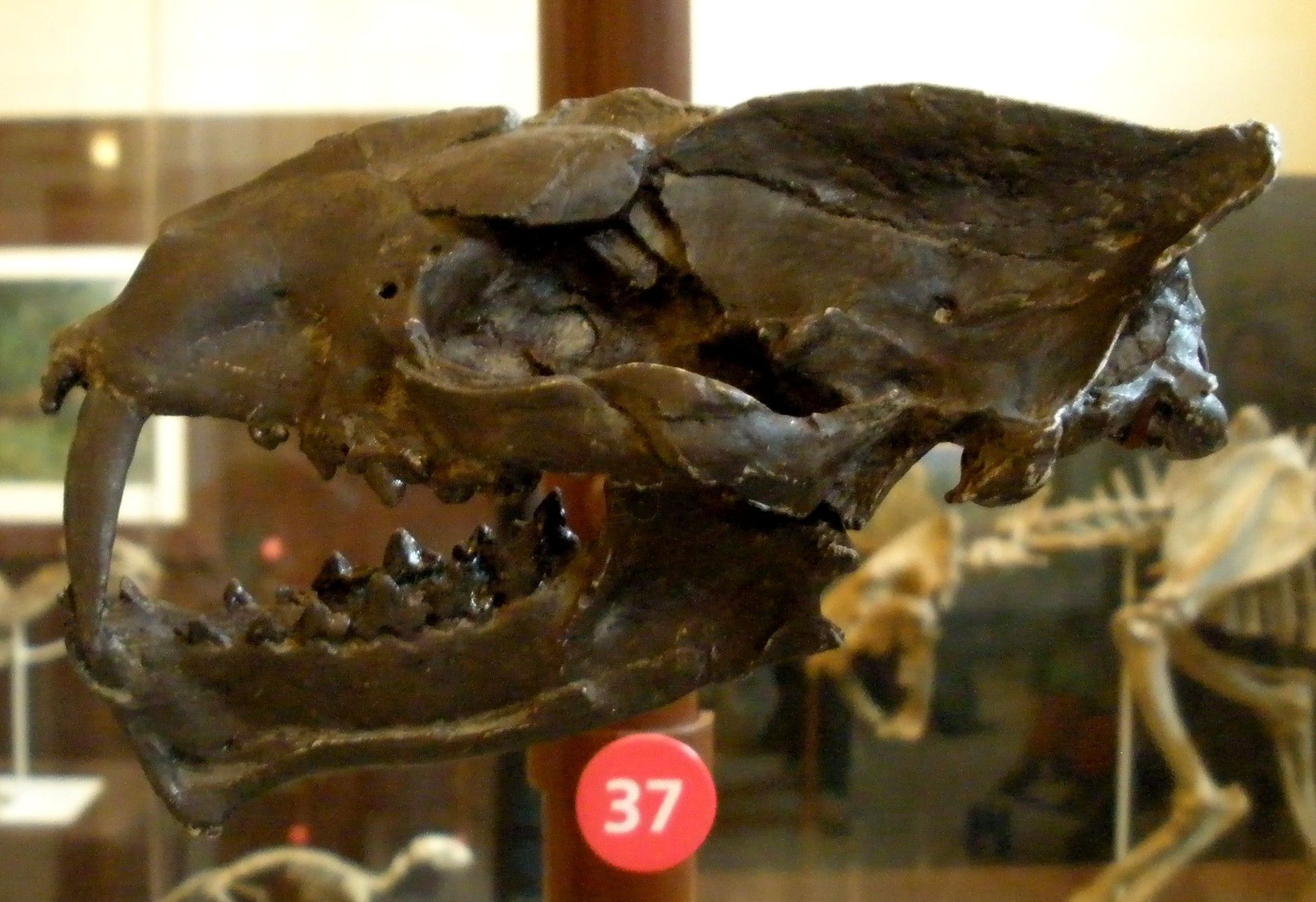
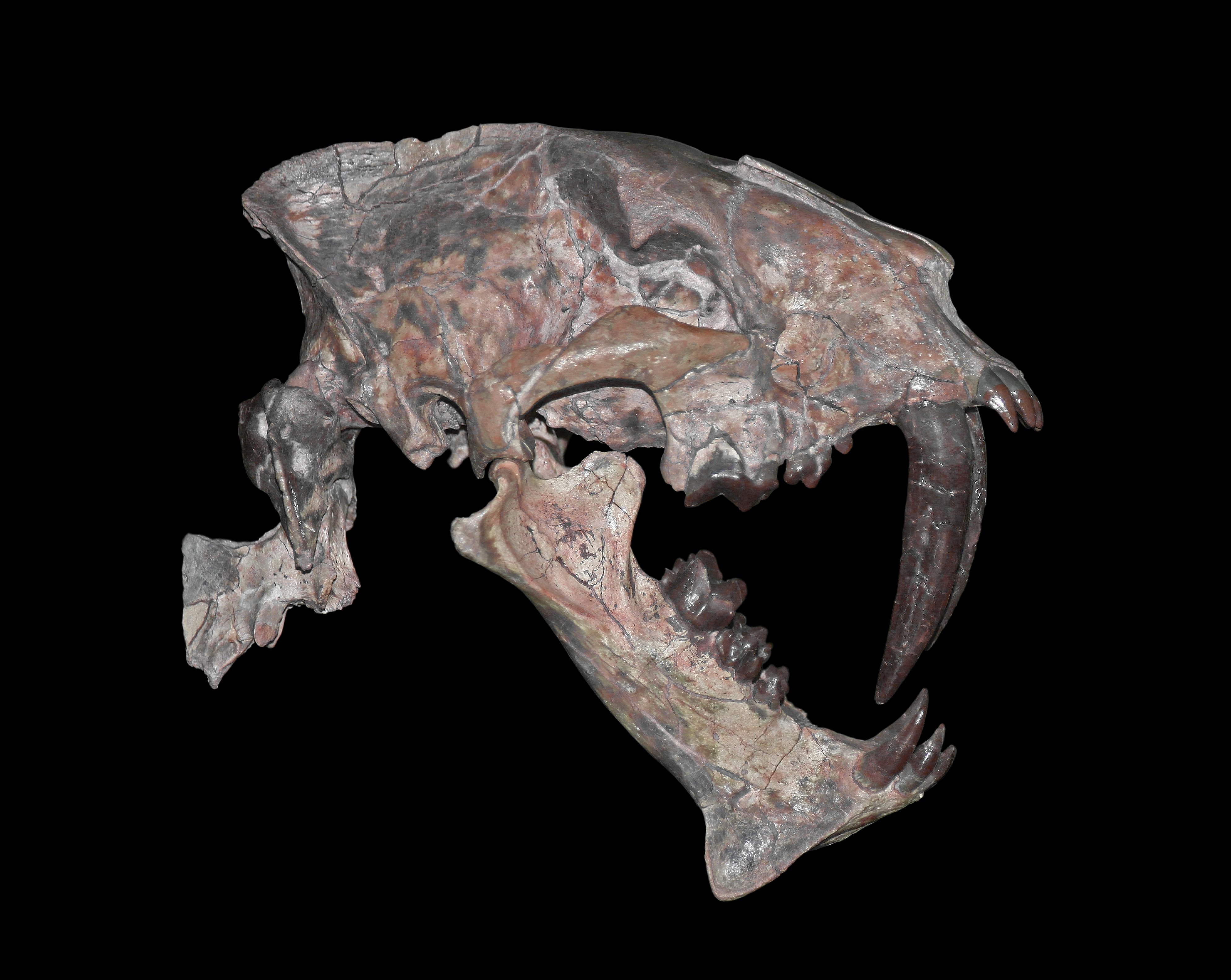
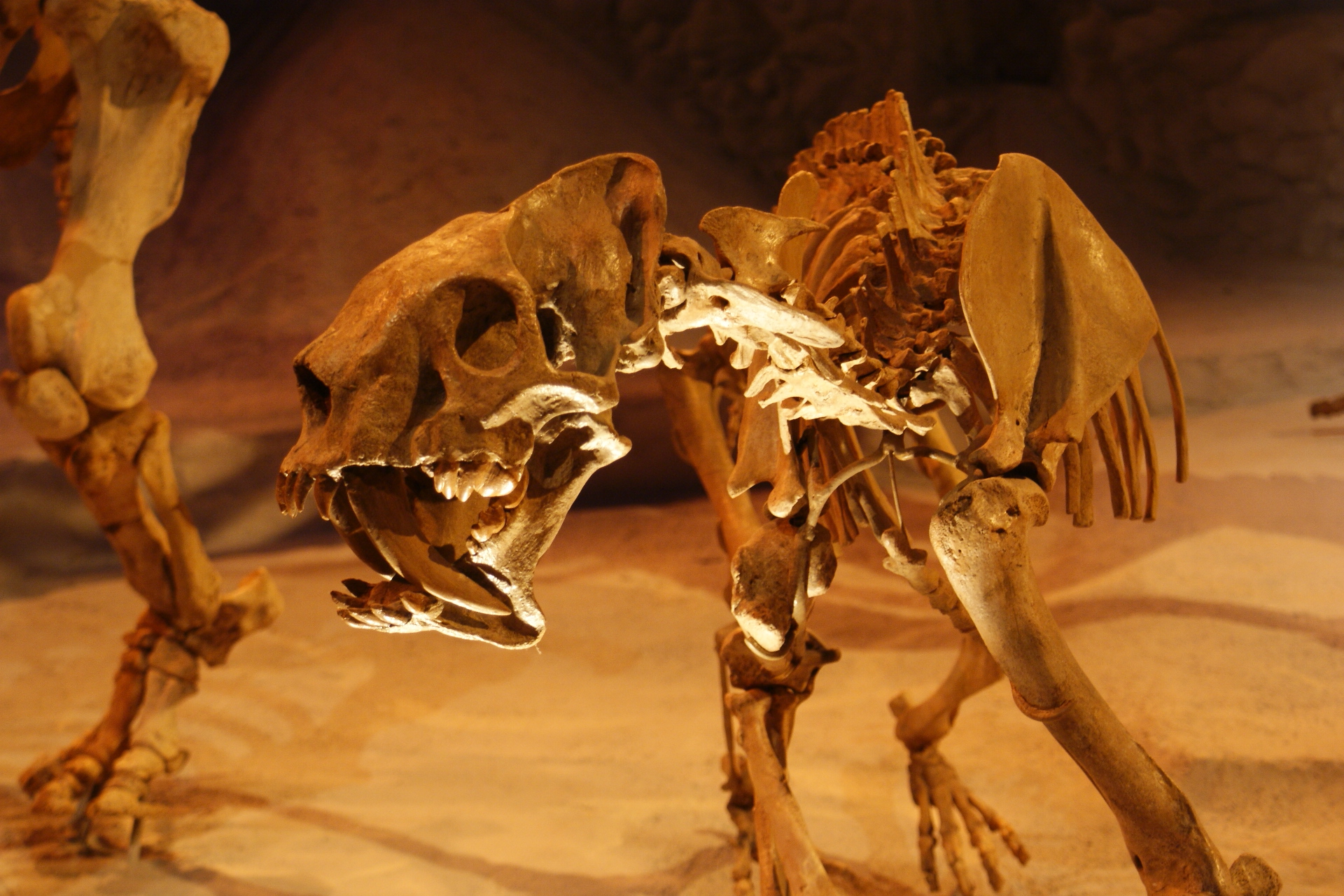